# 판필로 데 나르바에스

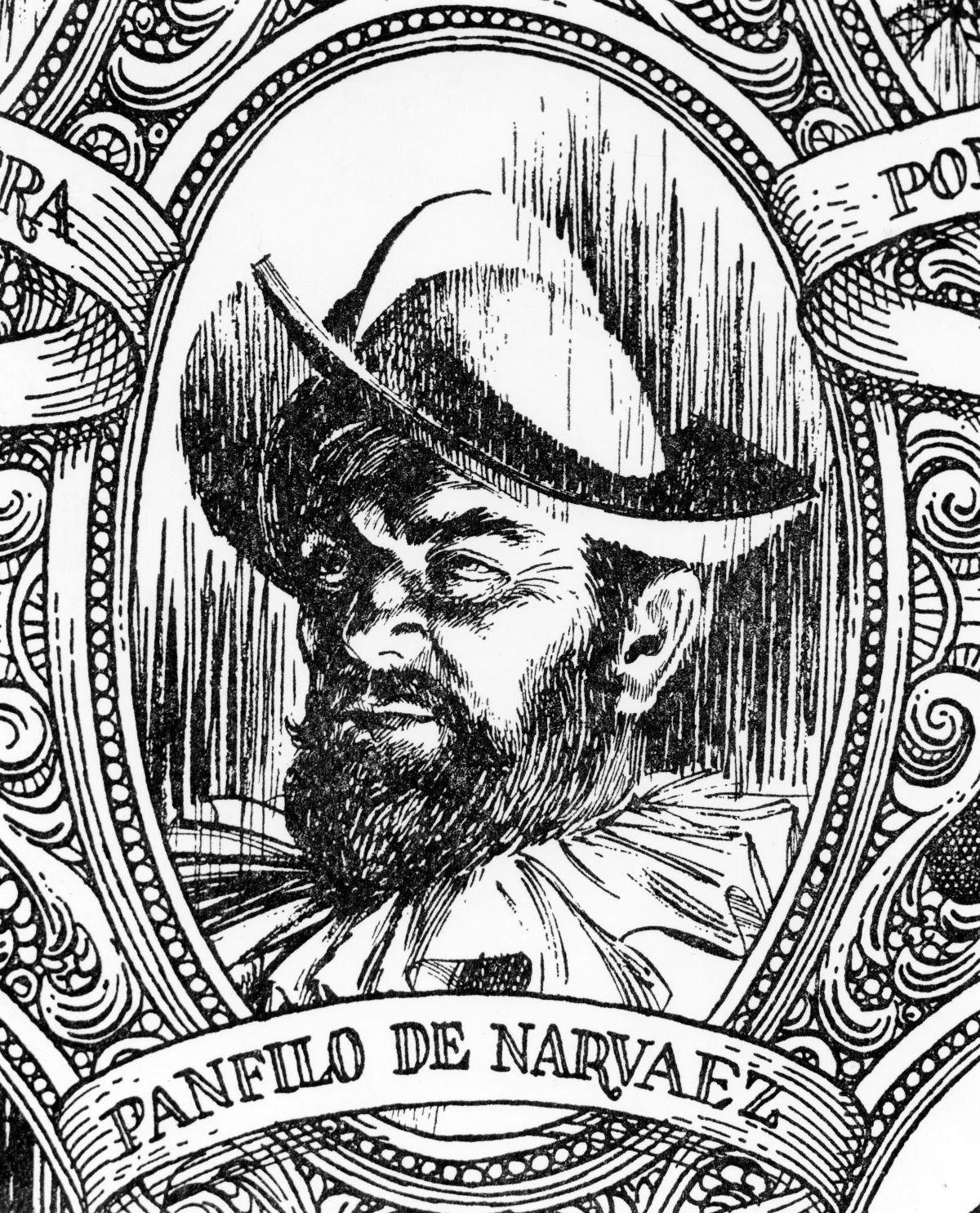

판필로 데 나르바에스(스페인어: Pánfilo de Narváez [ˈpaɱfilo ðe naɾˈβae̯θ][*]: 147?년-1528년)는 스페인의 콩키스타도르이다. 1510년 자메이카로 건너가 병사로 일하기 시작했다. 나르바에스는 쿠바 정복에 참여하고 이후 카마궤이 원정에서 바르톨로메오 데 라스 카사스를 호위했다. 라스 카사스는 나르바에스가 원주민들에게 과도하게 잔인했다고 기록했다.
하지만 그보다 나르바에스는 두 차례의 원정 실패로 더 잘 알려져 있다. 1520년, 나르바에스는 쿠바 도독 디에고 벨라스케스 데 케야르의 명령을 받고 반란분자 에르난 코르테스를 토벌하러 멕시코 본토에 상륙했다. 나르바에스는 900여명의 병력을 이끌고 코르테스를 수적으로 3대 1로 압도했으나 참패했다. 전투 와중 한쪽 눈을 잃은 나르바에스는 코르테스의 포로로 잡혔고 그 병사들은 코르테스군에 흡수되었다.
2년간 멕시코에서 포로생활을 보낸 뒤 에스파냐로 귀국한 나르바에스는 카를로스 1세에게 선견도독으로 임명받고 플로리다 탐사 및 식민화의 임무를 받았다. 1527년 나르바에스는 배 5척에 600 명을 나눠 태우고 플로리다로 출항했다. 하지만 쿠바 남쪽에서 폭풍을 만나 배 여러 척이 침몰했다. 생존한 배로 플로리다까지 갔지만 적대적인 원주민 때문에 해안에서 오도가도 못하게 되었다. 원정대는 멕시코만 연안을 따라 남하하면서 누에바에스파냐 파누코로 귀환하려 했다. 하지만 한 번 더 폭풍을 만났고, 나르바에스 등은 뗏목을 만들어 먼 바다로 탈출을 시도했으나 실종되었다. 이 나르바에스 원정대의 600명 중 알바르 누녜스 카베사 데 바카 등 네 명만 살아남고 나르바에스를 비롯한 나머지는 모두 물고기 밥이 되었다.